# Факультет Автоматизації і Комп'ютерних Систем (НУХТ)
Факультет Автоматизації і Комп'ютерних Систем — один із дванадцяти факультетів Національного університету харчових технологій, який готує спеціалістів за напрямками «Автоматизоване управління технологічними процесами», «Комп’ютерно-інтегровані технологічні процеси і виробництва» та «Інформаційні управляючі системи та технології».

## Історія
Факультет було засновано у квітні 2000 року у зв'язку з бурхливим розвитком комп'ютерних систем керування виробництвом у харчовій промисловості. За час існування факультету було підготовлено і випущено близько 4 тисяч спеціалістів і магістрів.
У 2012 році факультет організував міжнародну конференцію з автоматичного управління «Автоматика-2012», за участю провідних установ та спеціалістів України, Росії, Німеччини, Польщі. Кафедра «Вищої математики» у 2013 році провела Всеукраїнську методичну конференцію «Сучасні науково-методичні проблеми математики у вищій школі».
У 2011 році студенти факультету отримали призові місця на Всеукраїнському конкурсі студентських наукових робіт з напряму «Інформатика, обчислювальна техніка та автоматизація». У тому ж році студенти посіли 1 місце в олімпіаді з програмування МОНУ. У 2012 році студенти факультету зайняли друге місце, а у 2014 перше у всеукраїнській олімпіаді з автоматизації та комп’ютерно-інтегрованих технологій.

## Студентство
На факультеті діє студентська рада, випускається факультетська газета, є футбольна команда. Студенти факультету активно беруть участь у всіх культурно-просвітницьких, спортивних та благодійних заходах університету, зокрема у Дні факультету, Дні першокурсника, Дні туризму, вечорі української пісні, «Святкування Масляної», конкурсі «Міс і містер НУХТ», змаганнях КВК та інших.

## Декани
- Ельперін Ігор Володимирович (2000—2006)
- Маноха Людмила Юріївна (2006—2016)
- Форсюк Андрій Васильович (з 2017)

## Кафедри
- Автоматизації процесів управління
- Інтегрованих автоматизованих систем
- Інформаційних систем
- Інформатики
- Вищої математики

## Співпраця
- Інститут кібернетики імені В. М. Глушкова НАН України
- Вільнюський університет
- Національний транспортний університет
- Український державний центр радіочастот
- АО «Оболонь»